# Klavijatura
Klavijature su dio nekih glazbenih instrumenata, a sastoje se od većih bijelih i manjih crnih tipki. Bijelih je tipki uvijek više, a crnih manje. Njihov ukupan broj može varirati ovisno o pojedinom glazbalu. Bijele tipke služe za izvođenje cijelih tonova, a crne za izvođenje polutonova.

## Instrumenti s klavijaturama
Ovoj skupini instrumenata pripadaju klavir, čembalo, čelesta, orgulje, sintesajzer, harmonika, klavikord i svako drugo glazbalo koje ima klavijature. Širok raspon klavijatura i zvukovne mogućnosti ovih glazbala omogućuju istodobno izvođenje melodijske pratnje i akordne linije. Ova su glazbala samo iznimno u sastavu simfonijskog orkestra.

### Klavir
Klavir ima klavijaturu s 88 tipki te tonovi nastaju pritiskom na tipku koja pokreće batić i on udara po jednoj od 88 žica različitih duljina i debljina.

### Čembalo
Čembalo je predak klavira te je bilo popularno dvorsko i kućno glazbalo u 16., 17. i 18. stoljeću. Kod ovoga glazbala ton nastaje pritiskom na tipku koja pokreće pero koje trza žicu. Čembalo ponekad ima jednu, a ponekad dvije klavijature.

### Čelesta
Čelesta po klavijaturi i izgledu glazbala nalikuje uspravnom klaviru - pijaninu. Kod ovoga glazbala ton nastaje pritiskom na tipku koje pokreće batić koji udara u metalne pločice različitih veličina.

### Orgulje
Orgulje se sastoje od stotina svirala, smještenih u redovima iznad i oko nekoliko klavijatura. Ton nastaje pritiskom tipke koji omogućava da se zrak propušta kroz svirale.

### Sintesajzer
Sintesajzer ima klavijature s kojima, uz pomoć elektronike, može izvoditi mnogobrojne neobične zvukove i zvukovne efekte.

### Harmonika
Harmonika, kao i ostala glazbala ove skupine, ima klavijature. Ton nastaje upuhivanjem zraka u mijeh, a vrsta tona ovisi o tipki koju pritišćemo.